# Château d'Arifat (Castres)
Pour les articles homonymes, voir Château d'Arifat.
Le château d'Arifat ou château d'Agriffoul, est un château situé au hameau de Saint-Hippolyte-de-Lagriffoul à Castres, dans le Tarn (France).
Édifié au XIe siècle, il sert tout d'abord à défendre l'accès à la ville de Castres, avant de devenir la propriété de la famille de Génibrousse. Incendié en 1574 lors des guerres de Religion, il est ensuite reconstruit dans un style sobre.

## Historique

### Origine
Construit sur une position dominante au XIe siècle, le château d'Arifat permet alors de surveiller l'entrée du vallon dans lequel se trouve la cité de Castres-en-Albigeois, et tout particulièrement sur la rive droite de la Durenque où passait une route.  
Cette seigneurie, connue sous le nom de seigneurie d'Agriffoul, dépend alors des seigneurs de Castres, ville dépendant elle-même de la vicomté d'Albi. Au début du XIIe siècle, le vicomte Bernard Aton IV Trencavel reçoit l'hommage pour le château. 

### Les guerres de Religion
Au début du XVIe siècle, la seigneurie appartient à un certain Pons de Salles, qui marie sa fille unique, Catherine, avec le vicomte Jean-François de Toulouse-Lautrec.
Dans les premiers temps des guerres de Religion, l'édifice appartient à la famille de Génibrousse, de confession protestante. Le capitaine de La Grange, chef protestant de la région de Castres, voit là une opportunité à saisir, et avec l'accord de Guillaume de Génibrousse, il veut utiliser son château pour attaquer la ville, tenu par les catholiques, Néanmoins, ceux-ci, prévenus de ces plans, assaillent le château qu'ils finissent par prendre, poignardant et jetant dans le puits par la même occasion un certain sieur Poujade, gardien du château pour les Génibrousse. Le 14 avril 1574, alors que le capitaine de La Grange revient à l'assaut, les troupes catholiques pillent et brûlent la bâtisse afin de n'en rien laisser aux protestants. 
Trois ans plus tard, en 1577, Guillaume de Génibrousse entreprend la reconstruction de sa demeure. Néanmoins, il ne lui redonna pas son aspect fortifié, favorisant dès lors le cadre de vie. Ainsi, en dehors des remparts ayant résisté à cette épreuve, le château ne conserve pas ses tours et courtines, mais possède maintenant une longue façade de style classique, qui s'ouvre sur une terrasse avec un point de vue imprenable et un beau jardin. Témoigne aujourd'hui de ce passé tourmenté l'entremêlement de bouches à feu et de fenêtres à meneaux.[réf. souhaitée]

### Du XVIIe siècle à aujourd'hui
La demeure passe ensuite entre les mains de François Sabatier de Lombers, conseiller et trésorier du roi. Néanmoins, il est jugé coupable de haute-trahison et décapité en 1577. Le château demeure alors dans le patrimoine de sa veuve, Catherine de Toulouse-Lautrec, qui en épousant Nicolas de Labauve en 1589, lui transmet le bien[réf. souhaitée].  
Ainsi passé dans la famille de Labauve, celle-ci prend le nom de "famille de Labauve d'Arifat". Les membres de cette famille sont attestés au château entre 1631 et 1737[réf. souhaitée], mais elle aurait possédé le château jusqu'à la Révolution française. En 1755, Jean-David de Labauve entreprend d'établir une pépinière de mûriers sur le domaine, avec l'accord des consuls de Castres, entreprise qui lui rapportera énormément. 
À partir du XVIIe siècle, de nombreux ateliers de tuilerie apparaissent à Castres, et la majorité s'installe autour du château d'Arifat. Ces manufactures fermeront pour la plupart au XIXe siècle.